# سيغفريد بونيغهاوزن
سيغفريد بونيغهاوزن (مواليد  (بالألمانية: Siegfried Bönighausen)‏20 مارس 1955) هو لاعب وسط ألماني سابق.

## المسيرة
لعب 117 مباراة في دوري الدرجة الأولى الألماني وسجل ستة أهداف مع روت فايس إيسن، وبوروسيا دورتموند وبوخوم. وبالإضافة إلى ذلك، لعب في 89 مباراة في دوري الدرجة الثانية الألماني وسجل 12 هدف.
ومع روت فايس إيسن، لعب من موسم 1976/77 في الدوري الالماني وحتى موسم 1989/90 بعدها هبط النادي لدوري الألماني الدرجة الثانية ألالماني وبعد ذلك انتقل إلى دورتموند في عام 1980 وانتقل إلى بوخوم في عام 1983 حيث أكمل معهم حتى عام 1987.

## وصلات خارجية
- سيغفريد بونيغهاوزن على موقع قاعدة بيانات كرة القدم.إي يو (الإنجليزية)
- سيغفريد بونيغهاوزن على موقع بيانات كرة القدم. دي إي (الألمانية)
- BVB الشخصي schwatzgelb.de